# Diecezja wschodnia Kościoła Adwentystów Dnia Siódmego w RP

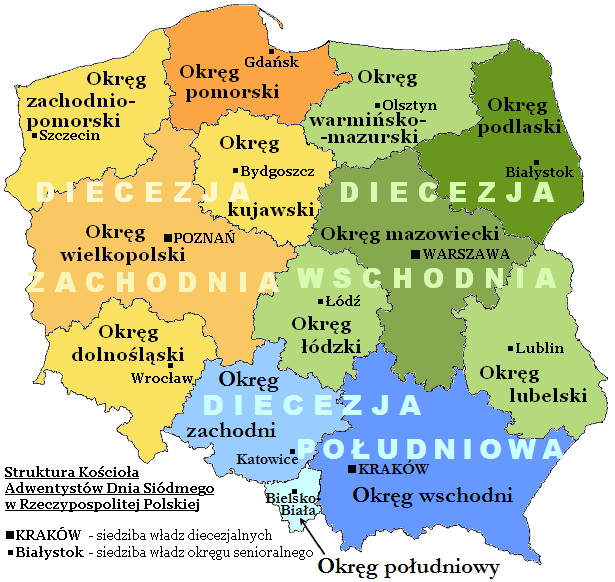
Podział administracyjny Kościoła Adwentystów Dnia Siódmego w RP (nieaktualny)

Diecezja wschodnia, dawniej: Zjednoczenie wschodnie – diecezja Kościoła Adwentystów Dnia Siódmego w RP obejmująca województwa: lubelskie, łódzkie, mazowieckie, podlaskie i warmińsko-mazurskie. Diecezja liczy 44 zbory i grupy w ramach 4 okręgów, obsługiwanych przez 21 duchownych.

## Historia
Pod koniec lat 80. XIX wieku w zaborze rosyjskim na Wołyniu powstał pierwszy ośrodek polskiego adwentyzmu na terenie późniejszej Diecezji Wschodniej. W tym czasie pierwszą grupę wierzących utworzył powracający z Krymu do rodzinnej wsi Żarnówek Herman Szkubowiec (Szkubowitz). W roku 1891 miał miejsce pierwszy chrzest, którego udzielił przybyły z Krymu, pastor Jakub Laubhann. W 1893 roku, z Wołynia idee adwentystyczne do Łodzi dotarły za pośrednictwem dwóch Polaków: Karola Fendela i Józefa Szlodzińskiego. W roku 1895 w domu Adama Lacha utworzono w tym mieście pierwszy zbór adwentystyczny w obecnych granicach Polski. Pierwszych chrztów dokonał pastor Johann H. Löbsack z Hamburga. Później działalność duszpasterską w Łodzi kontynuował pastor Dawid P. Gede, który przybył z Odessy.
Ziemie Królestwa Polskiego znajdujące się pod zaborem rosyjskim należały do utworzonego w roku 1900 Zachodniego Zjednoczenia Rosji z siedzibą w Kijowie. W 1907 roku kierował nim Ludwik R. Conradi. Ponieważ w krajach nadbałtyckich z przewagą ludności luterańskiej adwentyzm rozwijał się szybciej w roku 1907 siedzibę przeniesiono do Rygi. W roku 1912 kazn. Teodor Will został oddelegowany do pracy na Wołyniu. W tym czasie działał tam kazn. K. Bartel w miejscowości Horodle nad Bugiem, kazn. R. Kunic oraz kazn. Roenfeld na wschód od Równego. W roku 1912 utworzono w Warszawie Warszawskie Pole Misyjne, którym kierował pastor Herman Schmitz. Na przełomie roku 1912 i 1913 kierownictwo przejął Teodor Will. W trakcie I wojny światowej adwentyści się rozproszyli. Jedni poszli na wojnę, innych  internowano lub zostali wysiedleni, a jeszcze inni zostali uwięzieni w Rosji. Na terenie byłego zaboru rosyjskiego pozostało 65 osób (dwa zbory: w Warszawie i w Łodzi oraz kilka małych grup).
Zjednoczenie wschodnie zaczęto organizować w roku 1920, choć w pełni ukształtowało i stało się jednostką w pełni samodzielną dopiero w roku 1927.
Aktualnie siedzibą władz diecezjalnych jest miasto stołeczne Warszawa.

## Władze[6]
- przewodniczący diecezji – pastor Marek Rakowski
- sekretarz diecezji – pastor Mateusz Krzesiński
- skarbnik diecezji – Sławomir Gorączkowski

## Struktura

### Okręg lubelski

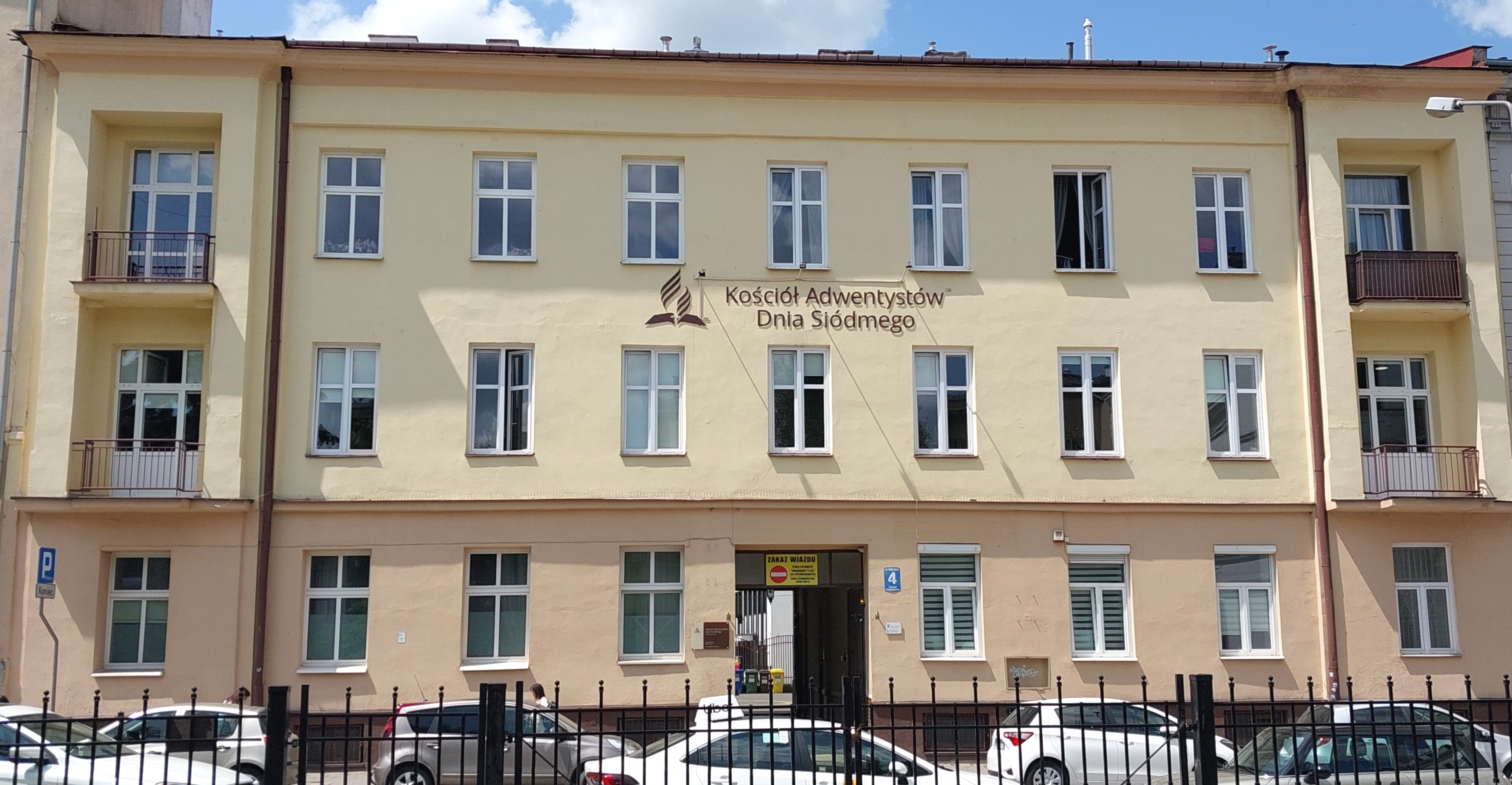
Zbór w Lublinie

- pastor-senior: Wasyl Bostan

#### Zbory i grupy
- Biłgoraj, pastor: Jan Kupczak
- Chełm, pastor: Wasyl Bostan
- Chojeniec, pastor: Andrzej Bolesta
- Lublin, pastor: Taras Semeniuk
  - grupa anglojęzyczna
- Puławy, pastor: Remigiusz Krok
- Rejowiec Fabryczny, pastor: Andrzej Bolesta
- Włodawa, pastor: Wasyl Bostan
- Zamość, pastor: Wasyl Bostan

### Okręg łódzki
- pastor-senior: Mirosław Karauda

#### Zbory i grupy
- Bełchatów, pastor: Czesław Czajka
- Kutno, pastor: Grzegorz Korczyc
- Łódź Górna, pastor: Konrad Pasikowski
- Łódź Widzew, pastor: Grzegorz Korczyc
- Łódź Międzynarodowy, ewangelista: Yevhen Alokhin
- Piotrków Trybunalski, pastor: Czesław Czajka
- Szarów, pastor: Mirosław Karauda
- Zduńska Wola, pastor: Mirosław Karauda
- Zgierz, pastor: Grzegorz Korczyc

### Okręg mazowiecki
- pastor-senior: Konrad Pasikowski

#### Zbory i grupy

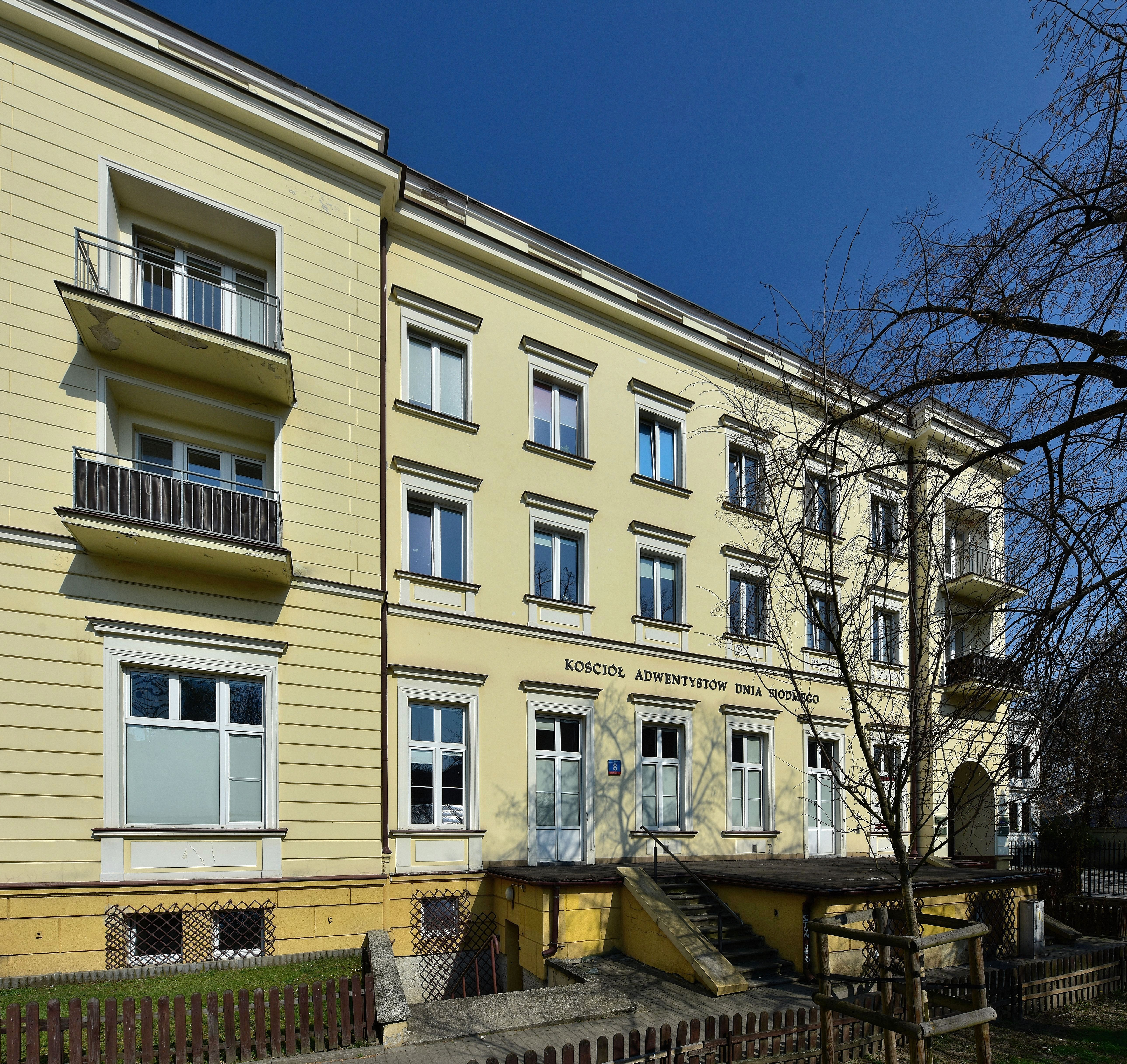
Zbór Warszawa-Centrum

- Ciechanów, pastor: Jarosław Trojanowski
- Łuków, pastor: Mariusz Zaborowski
- Mszczonów, pastor: Mariusz Maikowski
- Ostrowiec Świętokrzyski, pastor: Krzysztof Romanowski
- Piaseczno, pastor: Mariusz Maikowski
- Płock, pastor: Jarosław Trojanowski
- Podkowa Leśna, pastor: Zbigniew Makarewicz
- Radom, pastor: Krzysztof Romanowski
- Siedlce, pastor: Mariusz Zaborowski
- Sochaczew, pastor: Mariusz Zaborowski
- Starachowice, pastor: Krzysztof Romanowski
- Warszawa Centrum, pastor: Mariusz Maikowski
  - grupa anglojęzyczna
- Warszawa Ursynów, pastor: Mikołaj Krzyżanowski
- Warszawa Żoliborz, pastor: Zdzisław Ples
- Warszawa Międzynarodowy, pastor: Mikołaj Krzyżanowski[7]

### Okręg północno-wschodni
- pastor-senior: Mikołaj Krzyżanowski

#### Zbory i grupy

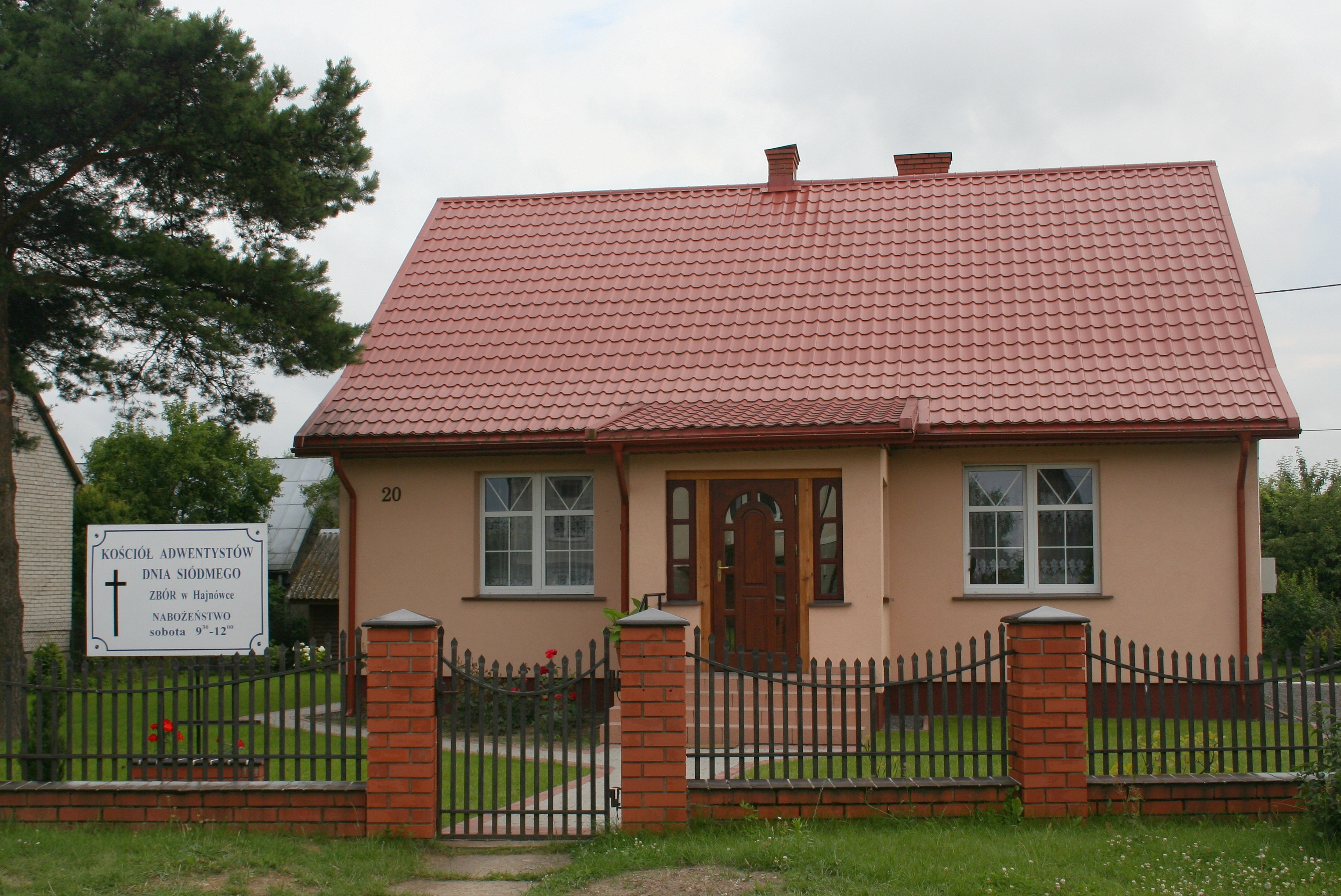
Zbór w Hajnówce

- Białystok, pastor: Mariusz Sobkowiak
- Bielsk Podlaski, pastor: Vasyl Abramiuk
- Giżycko, pastor: Juliusz Jankowski
- Hajnówka, pastor: Andrzej Koszłaty
- Iława, pastor: Juliusz Jankowski
- Krasna Wieś, pastor: Andrzej Koszłaty
- Lidzbark Warmiński, pastor: Juliusz Jankowski
- Olsztyn, pastor: Tomasz Żelazko
- Ostrołęka, pastor: Zdzisław Ples
- Suwałki, pastor: Mariusz Sobkowiak
- Szczytno, pastor: Tomasz Żelazko
- Zambrów, pastor: Zdzisław Ples

## Dane teleadresowe
Kościół Adwentystów Dnia Siódmego w RP
Diecezja Wschodnia
ul. Foksal 8
00-366 Warszawa
tel. 22 31 31 421